# Bajovci
Bajovci är en ort i Bosnien och Hercegovina.   Den ligger i entiteten Federationen Bosnien och Hercegovina, i den södra delen av landet, 100 kilometer sydväst om huvudstaden Sarajevo. Bajovci ligger 13 meter över havet och antalet invånare är 181.
Terrängen runt Bajovci är huvudsakligen kuperad, men åt nordväst är den platt. Bajovci ligger nere i en dal. Närmaste större samhälle är Čapljina, 12,9 kilometer nordväst om Bajovci. 
Omgivningarna runt Bajovci är en mosaik av jordbruksmark och naturlig växtlighet. Runt Bajovci är det ganska tätbefolkat, med 93 invånare per kvadratkilometer.